# Markus Richter (Autor)

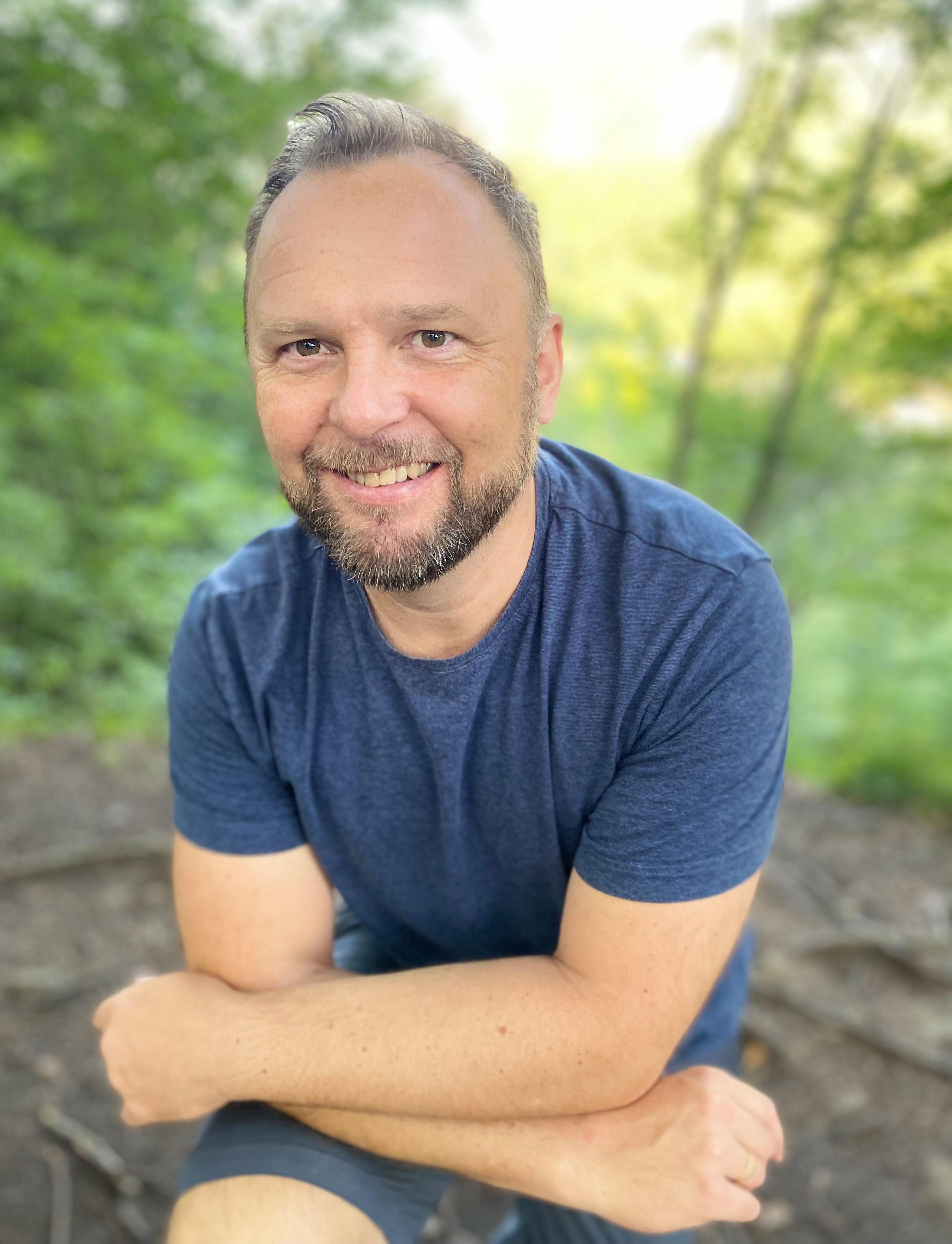
Markus Richter (2021)

Markus Richter (* 3. Januar 1972 in Füssen) ist ein deutscher Roman-, Sach- und Kinderbuchautor.

## Leben
Nach dem Abitur begann Richter ein Studium zum Hauptschullehramt an der Universität Augsburg. Mitte der 1990er Jahre erhielt er eine Anstellung in Neuschwanstein als mehrsprachiger Schlossführer. Von 1996 bis 2002 wohnte er in Schloss Neuschwanstein und wurde 2001 Stellvertretender Kastellan. Später übernahm Markus Richter als Kastellan die Liegenschaftsverwaltung von Neuschwanstein. Während seiner Zeit auf Neuschwanstein führte er auch prominente Gäste durch das Schloss. 2012 kam es zu öffentlich ausgetragenen Betrugsvorwürfen um Schloss Neuschwanstein. Bei dem folgenden Gerichtsprozess rund um diese Vorgänge wurde Markus Richter von allen Vorwürfen freigesprochen. Markus Richter verließ dann Neuschwanstein und wechselte für kurze Zeit zur Museumsabteilung der Bayerischen Schlösserverwaltung nach Schloss Nymphenburg. Heute arbeitet er bei einer Kreisverwaltungsbehörde und nebenberuflich als Autor.

## Literarisches Schaffen
2006 erschien die Broschüre Neuschwanstein – Traumschloss des Märchenkönigs, bei der er als Co-Autor mitwirkte. 2007 folgte die Broschüre Heldensagen von Neuschwanstein, die sich mit den Sagen beschäftigt, die Richard Wagner für einige seiner Opern als Vorlagen verwendete. 2010 entstand gemeinsam mit der Illustratorin Beate Speck-Kafkoulas das Kinderbuch Ludwig und Poldi, das Schlossgespenst von Neuschwanstein. 2017 erschien sein erster historischer Roman: der Neuschwanstein-Thriller Ins Herz. 2019 folgte die Fortsetzung Ohne Herz und 2023 Königsherz als Abschluss der Trilogie.

## Werke
- Neuschwanstein. Traumschloss des Märchenkönigs. Top Spot Guide Verlag, Hamburg 2006, ISBN 978-3-938722-16-9 (mit Isabella Schinzel und Hassilo von Wissmann).
- Heldensagen von Neuschwanstein. Top Spot Guide Verlag, Hamburg 2007, ISBN 978-3-938722-10-7 (mit Hassilo von Wissmann).
- Ludwig und Poldi, das Schlossgespenst von Neuschwanstein. Top Spot Guide Verlag, Hamburg 2010, ISBN 978-3-938722-41-1 (mit Beate Speck-Kafkoulas).
- Ins Herz. Neuschwanstein-Thriller. edition tingeltangel, München 2017, ISBN 978-3-944936-32-1.
- Ohne Herz. Neuschwanstein-Thriller. edition tingeltangel, München 2019, ISBN 978-3-944936-53-6.
- Die Königshütte am Ochsenälpeleskopf. In: Anthologie Mordsgipfel: Krimis aus den bayerischen Bergen. edition tingeltangel, München 2021, ISBN 978-3-944936-57-4.
- Königsherz. Neuschwanstein-Thriller. edition tingeltangel, München 2023, ISBN 978-3-944936-64-2.